# Reinhart Wolf
Reinhart Wolf (* 1. August 1930 in Berlin; † 10. November 1988 in Hamburg) war ein deutscher Fotograf, der vor allem in der Werbung und Food-Fotografie tätig war.

## Leben
Reinhart Wolf, geboren 1930 in Berlin, wurde weniger als Fotograf mit seinem „Brotberuf“ bekannt: für die Werbung fotografierte er zwar „alles von der Kaffeebohne bis zum Flugzeug“ und leistete Ende der 1950er bis in die 1970er Jahre Pionierarbeit, oft zusammen mit Charles Wilp, trat aber namentlich hinter den Produkten zurück. Erst in seinen freien Arbeiten, denen er sich mehr widmen konnte, als sein Hamburger Studio gut lief, die er vorzugsweise mit der Großbildkamera (8 × 10 inch) ausführte, wurde er gegen Ende der 1970er Jahre bekannt, erstmals auf der photokina 1976.
In akkurat und in idealer Beleuchtung ins Bild gesetzten „Portraits von Gebäuden“ wurde er in der Architekturfotografie der 1980er Jahre stilistischer Vorreiter. Am bekanntesten wurden die – oft kunstvoll gestalteten und meist unbemerkt gebliebenen – Spitzen von New Yorker Wolkenkratzern und die puristisch, ohne störendes „Beiwerk“ aufgenommenen spanischen Burgen im magischen Licht des Südens; von beiden Serien gibt es mehrfach prämierte und öfter wiederaufgelegte Bildbände.
Reinhart Wolf schuf außerdem eindrucksvolle Stillleben von raffiniert ausgeleuchteten Blumensträußen und Werke von farbstark komponierten, kunstvoll drapierten japanischen Speisen, was ihn als einen der richtungweisenden Pioniere der Sachfotografie der 60er und 70er Jahre ausweist.
Er war Gründungsmitglied des Art Directors Club in Deutschland, jüngstes berufenes Mitglied der Deutschen Gesellschaft für Photographie (DGPh) und Mitglied im Bund Freischaffender Foto-Designer (BFF).
Wolf erhielt den Kulturpreis der Deutschen Gesellschaft für Photographie sowie mehrere Goldmedaillen des Art Director's Club.
Der nach ihm benannte Reinhart-Wolf-Preis wird seit 1991 jährlich von der Reinhart-Wolf-Stiftung vergeben und ist mit einer Preissumme von 2.500 Euro dotiert. Seine letzte Ruhestätte fand Reinhart Wolf auf dem Friedhof Ohlsdorf, dort wurde er anonym im Urnenhain bei Kapelle 8 beigesetzt.

## Werke
Bildbände:
- Ray Belcher: Faces and Facades. A Collection of Large-format Instant Images. Cambridge, Mass. 1977 (Der Anteil der Architekturfotografie „facades“ stammt von Reinhart Wolf).
- Gesichter von Gebäuden. Bremen 1980, ISBN 3-921749-18-2.
- New York. Hamburg 1980, ISBN 3-8228-0011-2.
  - Neuauflage: Taschen, Köln 2016, ISBN 978-3-8365-2522-0.
- De España. Madrid 1982, ISBN 84-86022-02-9.
- Castillos. München 1983, ISBN 3-8296-0026-7.
- China's Food. A Photographic Journey by Reinhart Wolf. New York 1985, ISBN 0-914919-02-4.
- China und seine Küche – Eine photographische Reise von Reinhart Wolf. München 1986, ISBN 3-453-36012-5.
- Japan – Kultur des Essens. München 1987, ISBN 3-453-20655-X.
- Die Villen von Venetien. München 1987, ISBN 3-453-00556-2.
- Kulinarische Galerie. Hamburg 1988, ISBN 3-455-08316-1.

Illustrationen:
- Wolf Uecker: Die neue alte Küche. Hamburg 1983, ISBN 3-570-03873-4.
- Heinz Winkler: Drei-Sterne-Küche für zu Hause. München 1984, ISBN 3-453-02718-3.
- Jutta Buer: Gekochte Geschenke. München 1985, ISBN 3-517-00870-2.
- Agnes Amberg: Agnes Ambergs Kochbuch 130 Rezepte von 84 Chefköchen. München 1986, ISBN 3-517-00896-6.
- Heinz Winkler: Die große Küche und ihre kleinen Geheimnisse. München 1986, ISBN 3-453-36020-6.
- André Heller: Himmelszeichen – Flying Sculptures. München 1986, ISBN 3-453-37107-0.

## Ausstellungen
- 2024: #BUNT. Erwin Fieger, Wolfgang G. Schröter und Reinhart Wolf. Aus dem Archiv der Fotografen, Buchmuseum der SLUB Dresden, 26. April – 13. Juli 2024